# Houbenmolen
De Houbenmolen is een voormalige watermolen op de Bosbeek, gelegen aan Zandstraat 29 te Opoeteren. Ze is vernoemd naar een vroegere molenaarsfamilie.
De molen bestond in elk geval al omstreeks 1600 en in de buurt daarvan bevond zich ook de schans van Opoeteren, de Dorpsschans. De molen fungeerde als volmolen en later ook als oliemolen. In 1925 kwam ze in bezit van een Samenwerkende Maatschappij met aandeelhouders uit diverse Opoeterense families. Toen werd ze omgebouwd tot korenmolen.
Tijdens en na de Tweede Wereldoorlog ontstonden er conflicten binnen de families. De boerderij brandde af en in 1947 werd de molen tot woonhuis omgebouwd. Het binnenwerk werd overgebracht naar de Hoogmolen te Ellikom. In 1972 werd het huis verkocht aan de toenmalige bewoner. Het waterrad is geheel verdwenen.
De molen bevindt zich op een niet toegankelijk landgoed, het Wouterbos.
- Inventaris van het Bouwkundig Erfgoed (Vlaanderen): 72364